# 孔雀座ν
孔雀座ν，又名CP-62 5879，HD 169978、SAO 254273、HR 6916，是孔雀座的一颗恒星，视星等为4.64，位于銀經332.82，銀緯-21.56，其B1900.0坐标为赤經18h 22m 2s，赤緯-62° -21.56′ 30″。